# アドメーテー
アドメーテー（古希: Ἀδμήτη, Admētē）は、ギリシア神話の女神あるいは女性である。長母音を省略してアドメテとも表記される。主に、
- オーケアニデスの1人
- エウリュステウスの娘

の2人が知られている。以下に説明する。

## オーケアニデスの1人

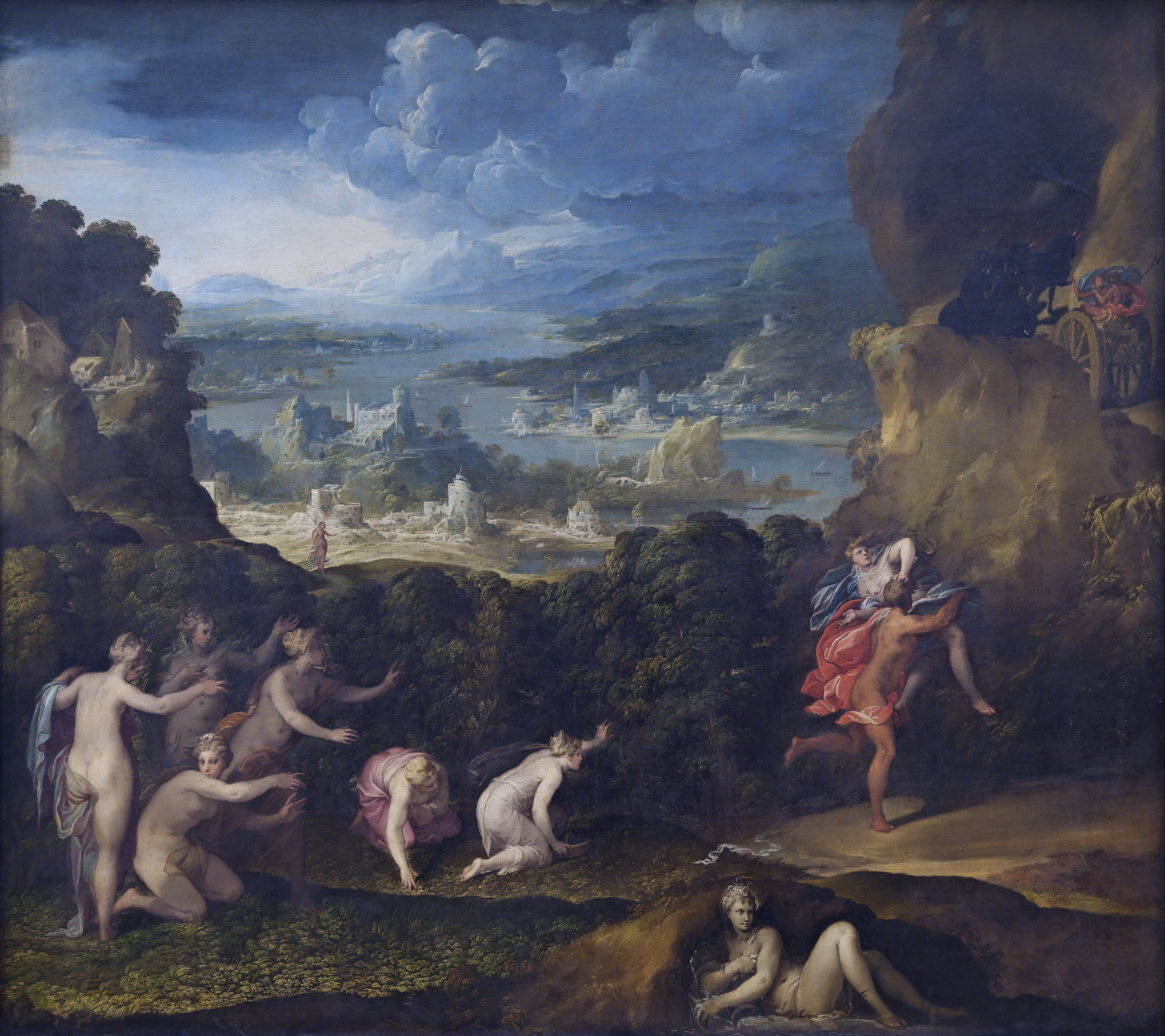
ニコロ・デッラバーテの1570年頃の絵画『プロセルピナの略奪』。ルーヴル美術館所蔵。

このアドメーテーは、大洋神オーケアノスとテーテュースの3000人の娘オーケアニデスの1人。またデーメーテールの娘ペルセポネーの友人の1人で、冥界の王ハーデースがシチリア島でペルセポネーを誘拐したときも、多くの友人とともにペルセポネーと遊んでいた。

## エウリュステウスの娘
このアドメーテーは、ミュケーナイの王エウリュステウスとアンティマケーの娘で、アレクサンドロス、イーピメドーン、エウリュビオス、メントール、ペリメーデースと兄弟。
アポロドーロスによると、アドメーテーがアマゾーンの女王ヒッポリュテーが身に着けていたアレースの帯を欲しがったので、エウリュステウスはヘーラクレースに12の難行の1つとして、ヒッポリュテ―の帯を取って来ることを命じた。ツェツェースによるとアドメーテーはこのヘーラクレースの遠征に同行した。
アドメーテーはもともとアルゴスのヘーラー女神の女神官だったが、女神像を持ってサモス島に逃亡したという伝承があった。サモスのメノドトス（Menodotos of Samos）によると、アルゴス人はアドメーテーを罰するため、エトルリア人の海賊にサモス島から女神像を奪い取ることを依頼した。しかし女神像を積んだ船は不思議なことに動かすことができなかったため、企ては成功しなかった。その後、海賊たちは女神像をサモス島の海岸に戻して出航した。サモス人が像を見つけたとき、彼らは像が自ら逃げ出したと思って木に結びつけたが、アドメーテーはそれを浄めてサモス島のヘーラー神殿に戻した。この出来事を記念して、サモス島はトナイア（Tonaia）と呼ばれる毎年恒例の祭礼を行った。この物語はアルゴスのヘーラー崇拝がサモス島よりも古いことを証明しようとしたアルゴス人の作り話と思われる。